# Alexander Pilcz
Alexander Pilcz (ur. 2 sierpnia 1871 w Grazu, zm. 30 stycznia 1954 w Wiedniu) – austriacki lekarz neurolog i psychiatra, autor podręcznika psychiatrii, profesor Uniwersytetu Wiedeńskiego.

## Życiorys
Syn Moritza Pilcza i Anny Dichtler v. Streit. Uczęszczał do Gymnasium Wasagasse w Wiedniu. Studiował medycynę na Uniwersytecie Wiedeńskim, tytuł doktora medycyny otrzymał w 1895 roku. Asystent Juliusa Wagnera von Jauregga. Zajmował się głównie zagadnieniem dziedziczenia chorób umysłowych. Przez wiele lat kierował Kliniką Psychiatryczną Uniwersytetu Wiedeńskiego. Członek korespondent Royal College of Psychiatrists od 1909 roku.
Pochowany jest na Cmentarzu Centralnym w Wiedniu (Gruppe 30 A, Nr. 18).

## Dorobek naukowy
Pilcz był autorem podręcznika psychiatrii, prac z dziedziny psychiatrii sądowej i psychiatrii porównawczej.

## Wybrane prace
- Die periodischen Geistesstörungen. Jena: Fischer, 1901
- Lehrbuch der speziellen Psychiatrie für Studierende und Ärzte. Leipzig: Deuticke, 1904
- Spezielle gerichtliche Psychiatrie für Juristen und Mediziner. Leipzig-Wien: Deuticke, 1908
- Die Verstimmungszustände. Studie. Wiesbaden, J. F. Bergmann 1909
- Hygiene des Nervensystems.. Wien-Leipzig: Perles, 1925
- Über Hypnotismus, okkulte Phänomene, Traumleben usw. Sieben Vorträge für gebildete Laien. Leipzig-Wien: Deuticke, 1926
- Die Anfangsstadien der wichtigsten Geisteskrankheiten. Wien-Berlin: Springer, 1928
- Nervöse und psychische Störungen. Ein Leitfaden für Seelsorger und Katecheten. Freiburg: Harder, 1935